# Kopperå
Kopperå är en tidigare tätort i Meråkers kommun i Trøndelag fylke i mellersta Norge. Orten ligger vid fylkesväg 6771 och Meråkerbanan, vid sidan av Europaväg 14, sydöst om kommunens centralort Midtbygda.
Tidigare har orten tillhört dåvarande Stjørdalens kommun, därefter dåvarande Øvre Stjørdals kommun.
Sedan 2007 räknas orten inte längre som en tätort.